# جداجنسی

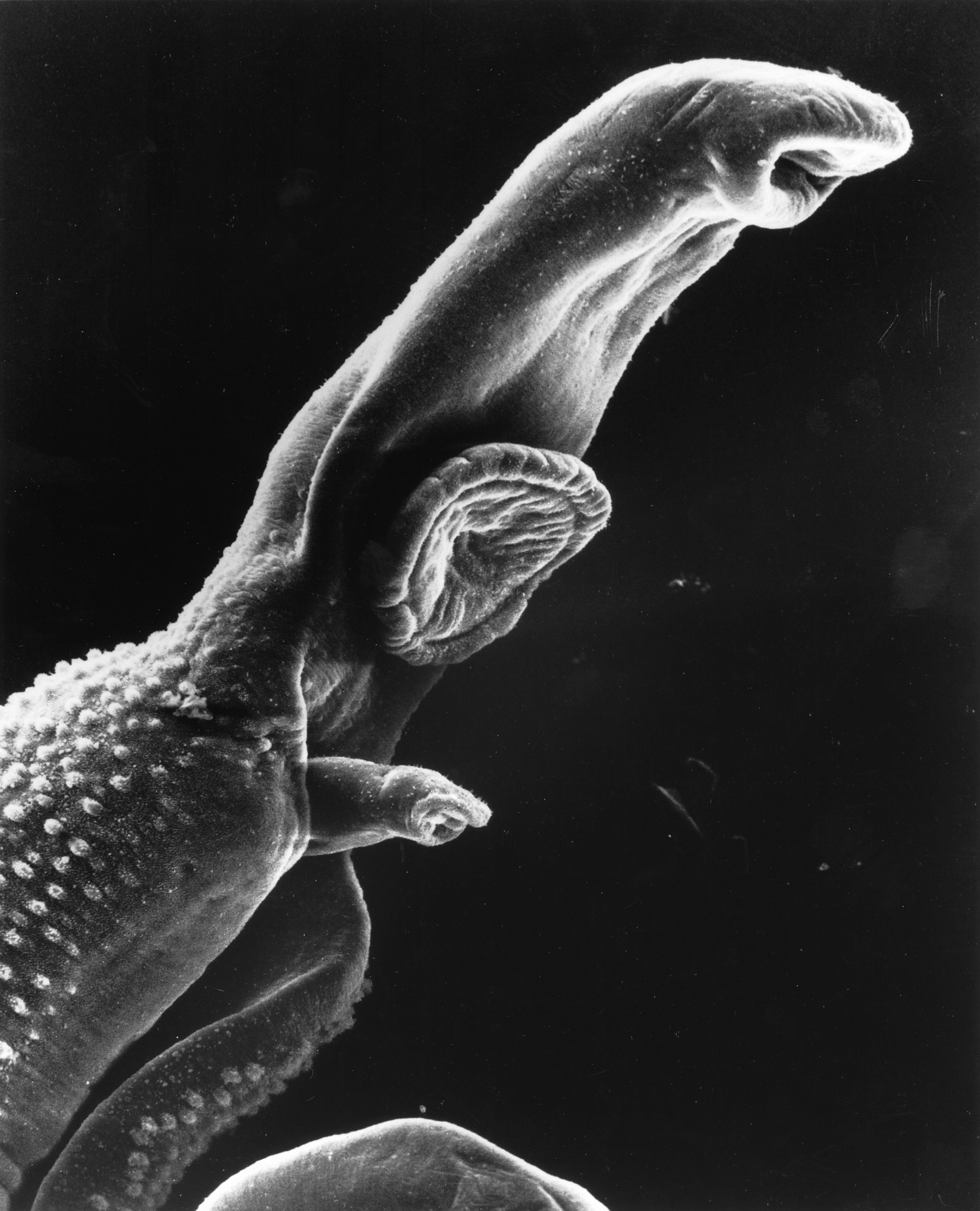
بر خلاف بیشتر کرم‌های پهن، کپلک خون جداجنسی هستند. ماده باریک را می‌توان دید که از کانال زنانه نر در زیر مکنده شکمی بیرون می‌آید.

در زیست‌شناسی، جداجنسی (به انگلیسی: Gonochroism)، یک سیستم جنسی است که در آن تنها دو جنس وجود دارد و هر جاندار تک‌فرد یا نر یا ماده است. اصطلاح جداجنسی معمولاً در گونه‌های جانوری به کار می‌رود که بیشتر قریب به اتفاق آن‌ها جداجنسی (Gonochroic) هستند.
این اصطلاح از واژهٔ یونانی (Gone به معنی نسل) + (chorizein به معنی جدا کردن) مشتق شده‌است. واژه جداجنسی در اصل از واژهٔ آلمانی gonochorismus گرفته شده‌است.

## جستارهای بیشتر
- دوجنسی
- دوجنسیتی
- دوجنس‌گرایی
- دودیسی جنسی